# 丘馬茨基什利亞赫

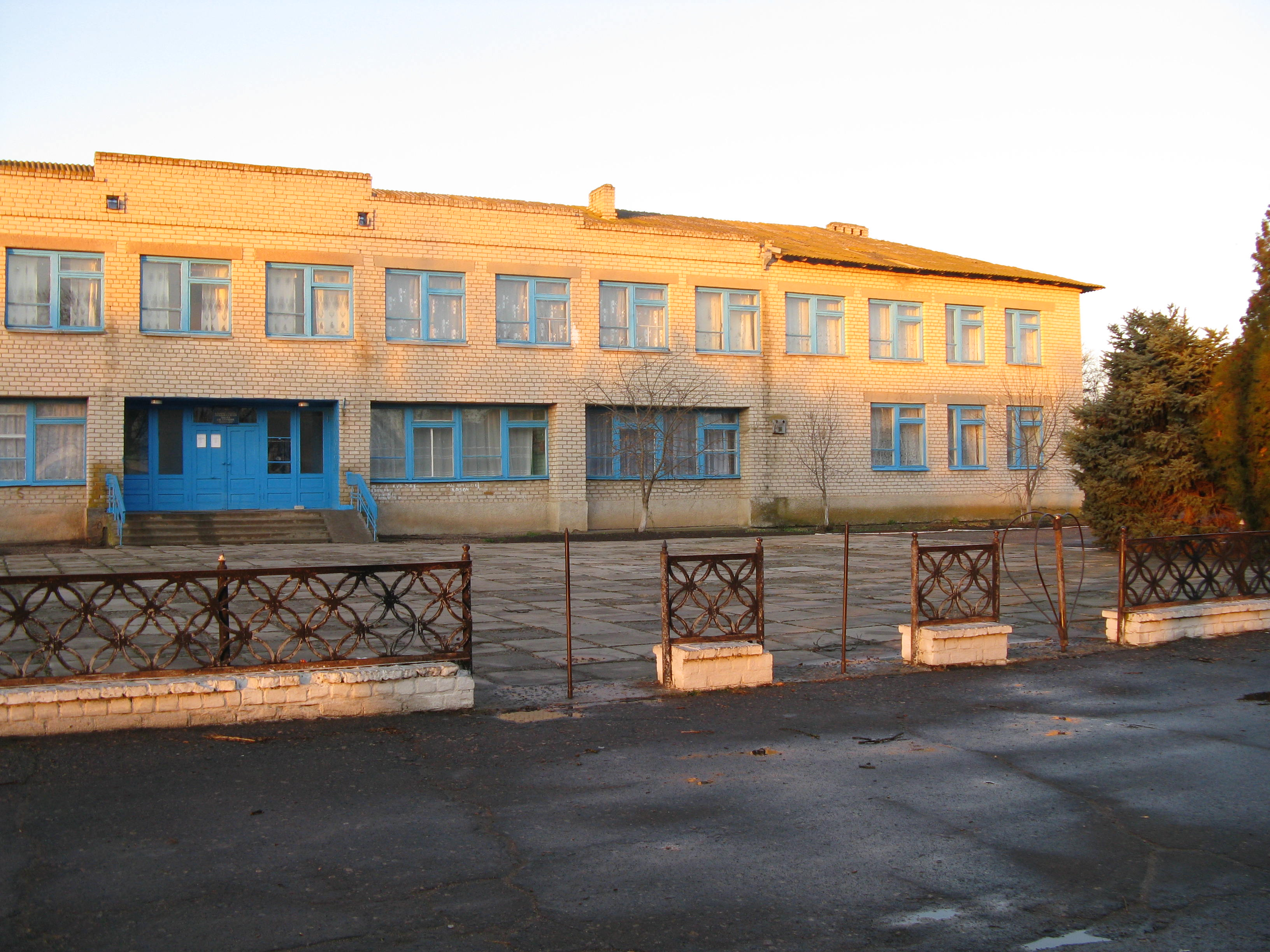
学校

46°38′14″N 34°2′33″E / 46.63722°N 34.04250°E
丘馬茨基什利亞赫（烏克蘭語：Чумацький Шлях）是位於烏克蘭南部的村莊，由赫爾松州海尼切斯克區的新特羅伊茨凱市鎮負責管轄。該村始建於1921年，面積37.4平方公里，海拔高度37米，2001年人口866，人口密度每平方公里23.1人。